# Szkolenie zawodowe w ramach współpracy międzypaństwowej
Szkolenie w ramach międzypaństwowej wymiany zawodowej (GVA) jest nazwą długoterminowych szkoleń zagranicznych dla uczniów i absolwentów szkół zawodowych.
Praktykanci, którzy mają podpisaną umowę dotyczącą szkolenia w Niemczech, mogą uczestniczyć w szkoleniach za granicą w ilości nieprzekraczającej jednej czwartej ich okresu szkoleń. Stwarza to możliwość nabycia umiejętności interkulturowych. Z uwagi na postępujący proces internacjonalizacji ekonomii, umiejętności takie stają się coraz istotniejsze dla rozwoju kariery. Podczas pobytu za granicą, praktykanci uczą się swojego zawodu z innej perspektywy. Poznają inne procesy i inne środowiska. Poza nabywaniem wiedzy zawodowej, osoby odbywające taką praktykę mogą też doskonalić swoje umiejętności językowe, stawać się bardziej niezależne i pewne siebie. Z perspektywy firm, praktykanci rozszerzają swoje umiejętności i stają się coraz bardziej elastyczni.
W Niemczech podstawą prawną kształcenia międzypaństwowego jest Ustawa o Szkoleniach Zawodowych, która w roku 2005 została znowelizowana. W paragrafie 2, ustęp 3, ustawa mówi: „Część szkolenia może odbyć się za granicą, jeżeli służy to celom edukacyjnym. Całkowita długość takich praktyk nie może przekraczać jednej czwartej całości szkolenia, zgodnie z regulacjami dotyczącymi szkoleń”. W miarę internacjonalizacji poszczególnych gospodarek, rośnie też liczba osób odbywających praktyki za granicą. Obowiązują ich stosowne przepisy prawa poszczególnych państw.
Szkolenie w ramach międzypaństwowej wymiany zawodowej odnosi się do pobytów zagranicznych, które trwają przynajmniej cztery miesiące podczas okresu szkoleniowego. Krajowa spółka („wysyłająca”) organizuje, wspólnie z jedną lub większą liczbą firm, szkolenia zagraniczne dla praktykanta/praktykantów. W ten sposób, część szkolenia przerzucana jest za granicę.
Przedsiębiorstwo i praktykant podpisują umowę, która reguluje wszystkie stosowne aspekty, takie jak finansowanie, okres trwania, ubezpieczenie itp. Kluczowym elementem umowy jest także plan szkoleniowy, który jest opracowywany wspólnie przez spółkę wysyłającą i spółkę gospodarza. Określa on rodzaj przekazywanych treści edukacyjnych oraz okres szkolenia zagranicznego. Plan szkoleniowy jest częścią oficjalnej umowy szkoleniowej i musi być zatwierdzony przez kompetentny urząd, jak np. Izbę, zawsze, kiedy pobyt zagraniczny trwa dłużej niż cztery tygodnie.

## Projekt UE LAWA – Baza dla międzypaństwowej wymiany szkoleń w europejskich systemach edukacji zawodowej
Szkolenia w ramach międzypaństwowej wymiany zawodowej odgrywają ważną rolę w europejskiej polityce szkolenia zawodowego. Niemniej jednak, jak dotychczas, niewielu praktykantów w obszarze edukacji zawodowej i szkoleń skorzystało z tej możliwości. Z pewnością jednym z powodów jest niewielka skala doświadczenia i wsparcia we wdrażaniu takich długoterminowych pobytów zagranicznych. Dlatego też, razem z partnerami z sześciu krajów europejskich (z Polski – Związek Centralny Dzieła Kolpinga), Izba Rzemieślnicza w Münster (Niemcy) wypracowała ramy struktur projektu finansowanego ze środków UE, mającego na celu ułatwienie i przybliżenie szkoleń w ramach międzypaństwowej wymiany zawodowej wszystkim zaangażowanym stronom.
„Nauka i praca za granicą” (LAWA) (ang. Learn and Work Abroad) – będzie od teraz nazwą szkoleń w ramach międzypaństwowej zaawansowanej wymiany zawodowej w obszarze rzemiosł, otwierających nowe możliwości zawodowe dla młodych ludzi oraz możliwości międzynarodowej współpracy dla przedsiębiorstw.
Celem projektu jest stworzenie warunków zapewniających, iż szkolenie w ramach międzypaństwowej wymiany zawodowej może być wykorzystane jako dodatkowe, przystępne i przynoszące dochód źródło uzyskiwania kwalifikacji na początkowym etapie szkolenia. Dla optymalizacji struktur, należy wyjaśnić podstawy prawne i finansowe. Wyjaśnieniu i odpowiedniemu opracowaniu musi też być poddana ocena dodatkowych umiejętności nabytych za granicą (słowo kluczowe: ECVET). Należy zapewnić, iż instrukcje dotyczące nauki będą kontynuowane podczas fazy międzynarodowej. Pomoże to młodym ludziom uniknąć porażek podczas nauki oraz wyeliminuje niepokój związany z uzyskaniem dobrego wyniku na teście, związany z dłuższą nieobecnością. Opracowywane są stosowne metody i treści nauczania. Przynoszącym wiele korzyści narzędziem będzie internetowa platforma edukacyjna.
Projekt ten stanowi podstawę do tego, aby szkolenie w ramach międzypaństwowej wymiany zawodowej stały się w przyszłości standardową ofertą w europejskich systemach edukacyjnych.
Ogólny zarys informacji dla uczestników szkoleń przeprowadzanych w ramach międzypaństwowej wymiany zawodowej przedstawiono na liście kontrolnej, podzielonej na okresy przed, podczas i po pobycie za granicą. Ponadto, w kolejnych punktach podano stosowne informacje dla poszczególnych podmiotów.

## Praktykanci
- Wniosek jest przykładem pisma kierowanego do potencjalnej zagranicznej spółki – gospodarza. Zawiera on wszystkie aspekty, które są szczególnie istotne w ubieganiu się o pracę „na odległość”. Poprawne przygotowanie podania jest istotne z uwagi na fakt, iż osobista rozmowa kwalifikacyjna może być niemożliwa z powodu dużej odległości.

- Praktykant dokumentuje okresy szkoleń zagranicznych w dzienniku. Opisuje tam, ze swojego punktu widzenia, jakie techniczne, językowe, międzykulturowe i międzyludzkie umiejętności i wiedzę zdobył(a) podczas pobytu za granicą. W ten sposób wiadomo, czego praktykant nauczył się ponad standardowy program szkolenia. Jest to interesujące zarówno dla obszaru szkoleń, jak i innych działalności następujących po nich. Spółki gospodarze i spółki wysyłające mają dostęp do dziennika i możliwość wglądu w przebieg pobytu oraz przedstawianie uwag ze swojej perspektywy.

- W umowie o kształcenie, praktykant i placówka kształcenia zawodowego uzgadniają sposób wymiany nauczanego materiału akademickiego podczas pobytu. Będą to treści i formy komunikacji dostosowane do potrzeb uczestników. Umowa dotycząca kształcenia została skonstruowana z perspektywy realiów niemieckich. Może ona służyć jako wzór do przygotowywania takich umów w placówkach kształcenia zawodowego w innych krajach. Może ona być dostosowywana do okoliczności obecnych w innych krajach przy wysyłaniu z nich praktykantów za granicę.

- Zasoby treści to lista treści edukacyjnych dostępnych on-line, służących do przygotowywania się do wyjazdów zagranicznych oraz do uczestnictwie w szkoleniach. Zasoby te skierowane są do nauczycieli i praktykantów. Doświadczenie pokazuje, iż praktykanci korzystają z zasobów treści w celu poprawy swoich umiejętności językowych podczas przygotowywania się do pobytu za granicą. Nauczyciele natomiast korzystają z zasobów treści w bardzo ograniczony sposób, ponieważ zazwyczaj ich narzędziem są książki i teksty.

- Gościnny dostęp do platformy edukacyjnej – System kształcenia na odległość DLS (ang. DistanceLearningSystem): Zarejestrowani praktykanci zapoznają się z narzędziami komunikacyjnymi i mediami dostępnymi podczas ich pobytu za granicą. Dane do logowania: ID: Gastzugang i hasło: gastzugang.

- Przy pomocy siatki narzędzia samooceny, łatwo opisać i zidentyfikować indywidualny poziom umiejętności językowych. Jest to Europejski System Opisu Kształcenia Językowego (ang. European Framework of Reference for Languages of Europe).

## Spółki wysyłające
- Zgodnie z prawem niemieckim, jeżeli jeden okres kształcenia za granicą trwa dłużej niż cztery tygodnie, wówczas, zgodnie z § 76, ustęp 3 Ustawy o Szkoleniach (Ustawy o Kształceniu Zawodowym), wymagany jest plan szkoleń, uzgodniony z odpowiednim urzędem. W planie tym spółka wysyłająca i spółka – gospodarz ustalają, jakie treści będą nauczane na całym międzynarodowym etapie. Opiera się to o politykę szkoleniową kraju wysyłającego. Plan szkoleniowy ma być przedłożony do kompetentnego urzędu, takiego jak Izba. Plan szkolenia został skonstruowany z perspektywy realiów niemieckich. Może ona służyć jako wzór dla firm i instytucji szkoleniowych w innych krajach. Może on być dostosowany do warunków panujących w poszczególnych krajach.

- Uczestniczące firmy i praktykanci powinni zawrzeć umowę regulującą warunki okresu szkolenia za granicą. Standardowa umowa to propozycja porozumienia pomiędzy niemiecką spółką wysyłającą, niemiecką spółką gospodarzem i praktykantem. Istnieje możliwość dodawania kolejnych punktów na żądanie, jak też ich zmieniania lub anulowania.

- Praktykant dokumentuje okresy pobytu za granicą w dzienniku, Opisuje tam, ze swojego punktu widzenia, jakie techniczne, językowe, międzykulturowe i międzyludzkie umiejętności i wiedzę zdobył(a) podczas pobytu za granicą. W ten sposób wiadomo, czego nauczył się praktykant poza zwykłym szkoleniem. Jest to interesujące zarówno dla obszaru szkoleń, jak i innych działalności następujących po nich. Spółki gospodarze i spółki wysyłające mają dostęp do dziennika i możliwość wglądu w przebieg pobytu oraz przedstawianie uwag ze swojej perspektywy.

## Spółki gospodarze
- Praktykant dokumentuje okresy pobytu za granicą w dzienniku, Opisuje tam, ze swojego punktu widzenia, jakie techniczne, językowe, międzykulturowe i międzyludzkie umiejętności i wiedzę zdobył(a) podczas pobytu za granicą. W ten sposób wiadomo, czego nauczył się praktykant poza zwykłym szkoleniem. Jest to interesujące zarówno dla obszaru szkoleń, jak i innych działalności następujących po nich. Spółki gospodarze i spółki wysyłające mają dostęp do dziennika i możliwość wglądu w przebieg pobytu oraz przedstawianie uwag ze swojej perspektywy.

- Celem certyfikatu jest udokumentowanie i ocena wyników nauki, jaką pobrał praktykant, w kontekście zadań międzynarodowych. Na zakończenie pobytu za granicą będzie ona ukończona przez spółkę gospodarza i praktykanta oraz podpisana przez obie te strony.

## Placówki kształcenia zawodowego
- Przegląd modeli dydaktycznych jest podsumowaniem możliwych scenariuszy nauczania przeznaczonych do wykorzystania podczas pobytu za granicą. Modele dydaktyczne skierowane są tylko do nauczycieli. Doświadczenie pokazuje, że podczas pracy z praktykantami przebywającymi za granicą, nauczyciele używają modeli „tekst i zadania” oraz „plan zajęć”.

- W umowie o kształcenie, praktykant i placówka kształcenia zawodowego uzgadniają sposób wymiany nauczanego materiału podczas pobytu. Będą to treści i formy komunikacji dostosowane do potrzeb uczestników. Umowa o kształcenie została skonstruowana z perspektywy realiów niemieckich. Może ona służyć jako wzór do przygotowywania takich umów w placówkach kształcenia zawodowego w innych krajach. Może ona być dostosowywana do warunków wymaganych w innych krajach przy wysyłaniu praktykantów za granicę.

- Zasoby treści to lista treści edukacyjnych dostępnych on-line, służących do przygotowywania się do wyjazdów zagranicznych oraz do uczestnictwie w szkoleniach. Zasoby te skierowane są do nauczycieli i praktykantów. Doświadczenie pokazuje, iż praktykanci korzystają z zasobów treści w celu poprawy swoich umiejętności językowych podczas przygotowywania się do pobytu za granicą. Nauczyciele natomiast korzystają z zasobów treści w bardzo ograniczony sposób, ponieważ korzystają zazwyczaj z książek i tekstów.

- Do gromadzenia informacji dotyczących doświadczeń nauczycieli związanych z międzypaństwową wymianą szkoleń zawodowych stosowany jest kwestionariusz informacji zwrotnych. Kwestionariusz ten skierowany jest do nauczycieli.

## E-learning w międzypaństwowej wymianie edukacyjnej
Przygotowanie do ustalenia wskaźników międzypaństwowej wymiany w ramach szkolenia zawodowego, obejmuje ustalenie porozumienia dotyczącego kształcenia pomiędzy uczniami a nauczycielami szkół zawodowych. Praktyczne wdrożenie porozumienia o kształceniu reguluje wymianę materiałów edukacyjnych (teksty, książki/podręczniki, zeszyty ćwiczeń, plany zajęć, zdjęcia, internetowe materiały edukacyjne i inne treści on-line) pomiędzy nauczycielem a uczniem. Wykorzystanie odpowiednich internetowych materiałów edukacyjnych, wykorzystanie przez nauczycieli zasobów treści międzypaństwowej wymiany w ramach szkolenia zawodowego oraz materiały przygotowane samodzielnie. Komunikacja pomiędzy nauczycielem a uczniem może odbywać się poprzez różne środki: e-mail, telefon, Skype i ICQ, systemy zarządzania edukacją, dziennik międzypaństwowej wymiany w ramach szkolenia zawodowego oraz aplikacje Web 2.0. Porozumienie o kształceniu określa również częstotliwość tej komunikacji. Czynności te opisane są w kontekście międzypaństwowej wymiany w ramach szkolenia zawodowego jako e-learning. Aby wdrożyć porozumienie o kształceniu, nauczyciele wybierają scenariusz edukacyjny. Wybór różnych scenariuszy został opisany w połączeniu z placówkami kształcenia zawodowego w ramach projektu GVA i jest on udokumentowany. Doświadczenie pokazuje, iż większość wszystkich modeli „tekstów i zeszytów ćwiczeń” oraz „planów zajęć” wykorzystywanych jest do towarzyszenia uczniom podczas ich długiego pobytu za granicą.
Najlepsza praktyka: Nowa Koncepcja MobiL (międzykulturowa edukacja wspomagana przez pakiet Moodle) placówki kształcenia zawodowego Warendorf: W celu towarzyszenia podczas długotrwałych pobytów za granicą, koncepcję MobiL opracowano dla wszystkich zajęć. Dwoma kluczowymi elementami tego podejścia są „Dziennik stażu”, który ma być wypełniany codziennie przez uczniów przebywających za granicą oraz forum komunikacyjne uczestników tych samych zajęć i wymiana informacji i materiałów edukacyjnych (np. planów lekcji/zajęć, pomocy graficznych, zeszytów ćwiczeń i tekstów). Ważną zasadą forum jest: osoba włączająca się ma obowiązek odpowiadania na pytania. Podczas swojego pobytu za granicą, uczniowie komunikują się ze swoimi nauczycielami poprzez pocztę elektroniczną. Ponadto, młodzi ludzie i tak korzystają już wcześniej, w innych kontekstach, ze komunikatorów internetowych (np. Skype i ICQ).

## Organizacje kształcenia zawodowego
Niektórzy praktykanci mogli już wcześniej odbyć część swojej edukacji za granicą w ramach projektu GVA. Byli to głównie młodzi ludzie, którzy kończą naukę zawodu jako stolarze lub pracownicy przemysłu metalowego (specjaliści inżynierii budowlanej). Wymiana zawodowa organizowana była pomiędzy firmami niemieckimi i francuskimi. Wszystkie strony zaangażowane w projekt, łącznie z firmami, podkreślają interdyscyplinarną wartość dodaną takich międzynarodowych działań (np. wzrost umiejętności na polu umiejętności międzykulturowych) oraz zawodową wartość dodaną. Zbadano techniczne wartości dodane w przykładowym porównaniu wizerunku zawodowego. Dlatego też, niemieccy pracownicy przemysłu metalowego (specjalizujący się w projektowaniu) i stolarze zostali połączeni ze swoimi francuskimi odpowiednikami, a w rezultacie, ze specjalną siatką porównawczą wykorzystującą różnice techniczne. Przedstawiono, iż dla obu stron istnieje wartość dodana ściśle związana z opisem zawodów wykonywanych w Europie. Innymi słowy, takie wymiany mogą być korzystne dla niemieckich i francuskich uczniów już z czysto technicznego punktu widzenia. Metodologia porównawcza i wyniki porównań prezentowane są w dokumencie „porównanie opisów zawodów”.

## Związek z systemem ECVET
System punktów edukacyjnych w ramach kształcenia zawodowego ECVET (European Credit Transfer System for Vocational Education and Training) ułatwia rozpoznawanie wiedzy, umiejętności i kompetencji uzyskiwanych przez praktykantów w kontekście wymiany międzynarodowej. Dlatego też, ECVET proponuje, m.in., aby jedynie uwzględnić rezultaty kształcenia się podczas uzyskiwania kwalifikacji i/lub pobytu za granicą. Perspektywa ta oznacza, iż ‘czynniki wejściowe’, tj. typy kształcenia, lokalizacja, czas trwania itp. należy pominąć podczas oceny treści, jakie mają być wprowadzane, natomiast ocenie podlegać powinny wyłącznie wyniki uczenia się. Innymi słowy: w świetle ogromnej różnorodności formalnych systemów (podsystemów) edukacyjnych, programów i edukacyjnych rachunków kredytowych w Europie, aby móc czerpać korzyści z kredytów wzajemnych, akcent kładziony jest tylko na powodzenie programów szkoleniowych, tj. na rezultaty uczenia się.
Wyniki uczenia się można opisać jako najważniejszą cechę systemu ECVET, jest on też obecny w innych europejskich instrumentach przejrzystości, jak Europejskie Ramy Kwalifikacji (ang. European Qualifications Framework – EQF). Do tego oraz do kursu idealnego wskaźnika mobilności ECVET odniesiono się w projekcie LAWA i wykorzystano do opracowania narzędzi i procedur. Celem opracowanych narzędzi i procedur było towarzyszenie rzemieślnikom i praktykantom objętych projektem w organizację i wdrażanie długoterminowych pobytów za granicą.
W projekcie GVA opracowano następujące narzędzia i procedury:
1. Lista kontrolna: w oparciu o idealny typ kursu długoterminowego pobytu za granicą, lista kontrolna obejmuje konkretne, praktyczne wskazówki towarzyszące firmom (rzemieślnikom).
2. Plan szkolenia i umowa o kształcenie: Spółka wysyłająca, spółka gospodarz oraz szkoły VET uzgadniają zakładane wyniki uczenia się praktykantów, jako część ich pobytu za granicą. Plan szkolenia i umowa o kształcenie są wzorami, które mogą podlegać indywidualnym uzgodnieniom.
3. Dziennik: z uwagi na procedury uzdolnień, takie jak te przeprowadzane przez ECVET, Dziennik stał się instrumentem służącym jako istotna dokumentacja wyników uczenia się. Jednocześnie wspiera on komunikację pomiędzy uczniami a spółkami podczas pobytów za granicą.
4. Certyfikat: uznanie wyników uczenia się, zdobytych podczas pobytu za granicą, jako zaadaptowanie indywidualnych treści audytu w Niemczech nie jest obecnie możliwe w Niemczech pod względem prawnym. Jednocześnie, zarówno praktykanci, jak i przedsiębiorstwa przejawiają swoje szczególne zainteresowanie w uprawomocnieniu certyfikatów wyników uczenia się, które nie są typowymi wynikami uczenia się. Do sprawy tej odnoszono się podczas opracowywania certyfikatu.
5. Porównanie wizerunku zawodowego: Za pomocą specjalnie opracowanej metodologii analizowania programu nauczania, znaleziono zasadnicze różnice pomiędzy przykładowymi niemieckimi i francuskimi zawodami. Różnice te stanowią argument za odbywaniem stażu w formie długoterminowych pobytów za granicą, jako że pokazują zawodową wartość dodaną, jaka może być nabyta przez praktykantów, zwłaszcza w spółkach gospodarzach.

## Dokument „single proof”
- http://www.learn-and-work-abroad.eu/docs/09_03_30Checkliste_DurchfuehrungLaWAEntwurf.pdf